# Brownanthus
Genre
Classification phylogénétique
Brownanthus Schwantes est un genre de plante de la famille des Aizoaceae.
Brownanthus Schwantes, in Z. Sukkulentenk. 3: 14, 20 (1927) [nom. nov.]
Type : Brownanthus ciliatus (Aiton) Schwantes (Mesembryanthemum ciliatum Aiton)
Synonymie :
- [synonyme remplacé] Trichocyclus N.E.Br. 1922, non Dulac 1867.

## Liste des espèces
- Brownanthus arenosus (Schinz) Ihlenf. & Bittrich
- Brownanthus ciliatus Schwantes
- Brownanthus corallinus (Thunb.) Ihlenf. & Bittrich
- Brownanthus fraternus Klak
- Brownanthus glareicola Klak
- Brownanthus kuntzei (Schinz) Ihlenf. & Bittrich
- Brownanthus lignescens Klak
- Brownanthus marlothii Schwantes
- Brownanthus namibensis (Marloth) Bullock
- Brownanthus neglectus S.M.Pierce & Gerbaulet
- Brownanthus nucifer (Ihlenf. & Bittrich) S.M.Pierce & Gerbaulet
- Brownanthus pseudoschlichtianus S.M.Pierce & Gerbaulet
- Brownanthus pubescens (N.E.Br. ex C.A.Maass) Bullock
- Brownanthus schenckii Schwantes
- Brownanthus schlichtianus (Sonder) Ihlenf. & Bittrich
- Brownanthus simplex (N.E.Br. ex C.A.Maass) Bullock
- Brownanthus solutifolius (A.Berger & sine ref.) H.Jacobsen
- Brownanthus vaginatus (Lam.) Chess. & M.Pignal